# Vladka Meed
Vladka Meed, née Feigele Peltel le 29 décembre 1921 à Varsovie, Pologne, et morte le 21 novembre 2012 à Paradise Valley, Arizona, aux États-Unis, était membre de la résistance juive en Pologne, célèbre pour avoir fait entrer de la dynamite, des armes et du pétrole dans le ghetto de Varsovie, et pour avoir aidé des enfants à s'en échapper,.

## Biographie
Feigele Peltel naît à Praga, un quartier de Varsovie, Pologne, fille d'Hanna Peltel (née Antosiewicz) et Shlomo Peltel,. Son père dirige une mercerie. Meed est la première-née du couple ; elle a deux frères et sœurs, Henia et Haïm. Elle étudie dans une école de langue yiddish et apprend le polonais grâce à sa petite sœur, élève dans une école publique polonaise.
Sa mère, son frère et sa sœur meurent dans le camp d'extermination de Treblinka et son père meurt de pneumonie dans le ghetto. Après avoir découvert le sort véritable des déportés, elle rejoint la Organisation juive de combat. Elle se fait passer pour une chrétienne, ce qui lui permet de passer du côté aryen de la ville. C'est à cette époque qu'elle prend le nom de Vladka. Elle achète des armes, des munitions et de la dynamite au marché noir pour l'Organisation juive de combat. Elle aide aussi des enfants à sortir du ghetto en les cachant dans des familles polonaises. Elle participe au soulèvement du ghetto de Varsovie et après la fin de celui-ci, continue ses activités de résistance à Varsovie.
Peu de temps après la guerre, elle épouse Benjamin Meed, lui aussi survivant du ghetto et, en mai 1946, ils immigrent sur le second bateau qui transporte les survivants vers les États-Unis, le Marine Flasher. Ils y débarquent en 1946 avec 8 dollars en poche.
En 1981, Vladka Meed et son époux fondent l'American Gathering of Jewish Holocaust Survivors and their Descendants (Le Rassemblement américain pour les survivants juifs de l'Holocaust et leurs descendants),.
Le livre de Vladka Meed On Both Sides of the Wall est initialement publié en yiddish en 1948 (Fun Beyde Zaytn Geto-Moyer), avec un compte-rendu de ses expériences pendant la guerre. Le livre est traduit en anglais en 1972 (avec une préface d'Elie Wiesel) et plus tard, en allemand, polonais et japonais.
Pendant près de vingt ans, elle organise un certain nombre de voyages pendant l'été pour les enseignants, les éduquant sur l'Holocauste et l'histoire juive de Varsovie. Selon The New York Times, elle est une des sources centrales du film télévisuel de 2001 1943, l'ultime révolte.
Meed reçoit en 1973 le Prix de l'Organisation de résistance du Ghetto de Varsovie, en 1989 le Prix Morim de l'Association des enseignants juifs, en 1993 le Prix  Hadassah Henrietta Szold, et en 1995 le Prix du souvenir Elie Wiesel. Elle reçoit également un diplôme honorifique du Hebrew Union College et de l'université Bar-Ilan.
Meed meurt de la maladie d'Alzheimer chez sa fille à Phoenix, Arizona.

## Œuvres
- (yi) Vladka Meed (Feigele Peltel Miedzyrzecki), Fun Beyde Zaytn Geto-Moyer, New York : Farlag Workmen's Circle, 1948, et Amherst : National Yiddish Book Center, 1999 (OCLC 145734989)
- (en) Vladka Meed, introduction de Elie Wiesel, On Both Sides of the Wall: Memoirs from the Warsaw Ghetto, Lohame Ha-Getaot : Maison des Combattants du Ghetto, 1977 et 1993  (ISBN 978-0-8960-4012-0 et 978-0-8960-4013-7)